# The grand mystique
The grand mystique het debuutalbum van Ghost Trucker uit 2006.

## Opnamen
Na de opnames van Caesar besloot Roald van Oosten een zijproject te starten, waarvoor hij in 2005 het jaar dat zijn band Caesar een sabbatical hield, de liedjes zou schrijven. Hij had voor ogen filmische muziek te maken, die zou passen bij de films van David Lynch en Tim Burton. Hij nodigde hiervoor diverse muzikanten uit, waaronder Ralph Mulder van Alamo Race Track, Asta Kat van Zoppo en Rik Elstgeest van Kopna Kopna. De opnames vonden plaats in The Animal Kingdom studio, de thuisstudio van Van Oosten. De eerste resultaten liet de band, die zich Ghost Trucker noemde naar een personage uit een van de nummers, horen op Noorderslag in 2005. Het album stond gepland voor januari 2006, maar moest worden uitgesteld door de activiteiten rond het verzamelalbum van Caesar Before my band explodes.
Op 27 september 2006 werd het album gepresenteerd tijdens een concert in de bovenzaal van Paradiso Amsterdam. Op 2 oktober verscheen het album in de winkels. Het artwork van het album werd gemaakt door Marleen Heidweiller. Hierna trad de band enkele malen op onder de vlag van Fine fine music. Het album kreeg goede recensies en werd geprezen om zijn afwisseling en de sferische muziek. Er werden vergelijkingen gemaakt met This Mortal Coil. De eerste videoclip bij het album werd pas in juli 2007 gepresenteerd. Deze videoclip werd ook gemaakt door Heidweiller. Hoewel Ghost Trucker duidelijk als band werd geprofileerd, was het toch voornamelijk Roald van Oosten die met de scepter zwaaide. Van Oosten heeft aangegeven dat hij nog steeds bezig is met het Ghost Trucker project, maar dat het onzeker is of op een volgend album dezelfde band te horen is. In 2009 keerde Ghost Trucker definitief terug. Ghost Trucker speelde eerst een nieuwe soundtrack bij de Alfred Hitchcock-film The Birds en vervolgens de voorstelling Poe in park rond gedichten van Edgar Allan Poe. Van de oorspronkelijke band speelden nog enkel Asta Kat en contrabassist Jelte van Andel mee. Een nieuw album staat volgens Van Oosten in de planning, deze had aanvankelijk echter al begin 2009 moeten uitkomen.

## Muzikanten
- Roald van Oosten - zang, alle instrumenten
- Asta Kat - zang
- Ralph Mulder - zang, gitaar
- Rik Elstgeest - drums, percussie, pauken, cymbalen
- Jelte van Andel - contrabas

### Gastmuzikanten
- Marien Dorleijn - akoestische gitaar, slidegitaar
- Djoeke Kleijzing - cello
- David Corel - basgitaar
- Karst-Janneke Rogaar - zang
- Len Lucieer - steelgitaar
- Shockmount Productions - drums en keyboard
- Marit de Loos - drumsamples

## Tracklist
1. Intro
2. Lost in space
3. I've got the strangest thoughts
4. Shadows
5. Under the stars
6. Happy like a dog
7. Going south
8. Twentyfirst century
9. Lost girl
10. If this would be the death of me
11. I'm hanging on
12. Tonight the night
13. Enemy of mine
14. Outro

Alle nummers zijn geschreven door Roald van Oosten.